# Dennis Looze
Dennis Looze (* 30. Juli 1972 in Zaandam) ist ein ehemaliger niederländischer Triathlet und Duathlet.

## Werdegang
Triathlon war bei den Olympischen Sommerspielen 2000 in Sydney erstmals ins olympische Programm aufgenommen worden. Bei diesem Wettkampf erreichte Loose mit der Zeit von 2:00:23,8 Stunden den 48. Rang und war damit der letzte im Ziel ankommende Sportler. Er erreichte damit trotzdem eine Höherstufung im internationalen Ranking, da vier andere Athleten vor dem Ziel aufgegeben hatten. Sein größter Erfolg ist sein Vize-Europameistertitel von 1996.
Er ist verheiratet mit der Triathletin Tracy Looze.

## Sportliche Erfolge
| Datum/Jahr    | Rang | Wettbewerb                                          | Austragungsort     | Zeit     | Bemerkung |
| ------------- | ---- | --------------------------------------------------- | ------------------ | -------- | --- |
| 26. Aug. 2006 | 16   | ETU Triathlon Long Distance European Championships  | Almere             | 05:53:58 | Triathlon-Europameisterschaft auf der Langdistanz                                                             |
| 9. Okt. 2005  | 45   | ITU Triathlon Short Distance World Championships    | Gamagori           | 01:54:06 | Weltmeisterschaft                                                                                             |
| 13. Juni 2005 | 4    | ITU Triathlon World Cup                             | Tongyeong          | 01:53:37 | in Südkorea                                                                                                   |
| 2005          | 3    | NED Triathlon National Championships                | Stein              | 02:01:34 | Niederländische Meisterschaften über die olympische Distanz (1,5 km Schwimmen, 40 km Radfahren, 10 km Laufen) |
| 6. Juni 2004  | 4    | ETU Triathlon European Cup                          | Zundert            | 01:46:06 | |
| 2003          | 2    | NED Triathlon National Championships                | Zundert            |          | Niederländische Meisterschaften                                                                               |
| 13. Apr. 2003 | 25   | ITU Triathlon World Cup                             | Ishigaki           | 01:52:44 | [ 1 ] |
| 2002          | 36   | ITU Triathlon Short Distance World Championships    | Cancún             |          | Weltmeisterschaft                                                                                             |
| 2000          | 48   | Olympische Sommerspiele 2000                        | Sydney             | 02:00:23 | |
| 25. Juni 2000 | 3    | ITU Triathlon World Cup                             | Nuenen             | 01:47:45 | |
| 18. Juni 2000 | 3    | ETU Triathlon European Cup                          | Kapelle-op-den-Bos | 01:51:26 | |
| 1. Apr. 2000  | DNF  | Ironman Hawaii                                      | Hawaii             | –        | |
| 2000          | 9    | ITU Triathlon Short Distance World Championships    | Perth              |          | Weltmeisterschaft                                                                                             |
| 2000          | 2    | NED Triathlon National Championships                | Holten             |          | Niederländische Meisterschaften                                                                               |
| 1999          | 36   | ITU Triathlon Short Distance World Championships    | Montreal           |          | Weltmeisterschaft                                                                                             |
| 1998          | 40   | ITU Triathlon Short Distance World Championships    | Lausanne           |          | Weltmeisterschaft                                                                                             |
| 1997          | 35   | ITU Triathlon Short Distance World Championships    | Perth              |          | Weltmeisterschaft                                                                                             |
| 24. Aug. 1996 | 12   | ITU Triathlon Short Distance World Championships    | Cleveland          |          | Weltmeisterschaft                                                                                             |
| 7. Juli 1996  | 2    | ETU Triathlon Short Distance European Championships | Szombathely        | 01:42:39 | Vize-Europameister über die Kurzdistanz                                                                       |
| 12. Nov. 1995 | 39   | ITU Triathlon Short Distance World Championships    | Cancún             | 01:53:24 | Weltmeisterschaft                                                                                             |
| 27. Nov. 1994 | 6    | ITU Triathlon Short Distance World Championships    | Wellington         | 01:53:04 | Weltmeisterschaft                                                                                             |
| 22. Aug. 1993 | 27   | ITU Triathlon Short Distance World Championships    | Manchester         | 01:56:46 | Weltmeisterschaft                                                                                             |

* DNF – Did Not Finish